# 王光 (西汉)
王光（？—8年），西汉外戚，王莽大哥王永之子，王曼之孙。
王永为诸曹，早死，有子王光，王莽使他学於博士门下。王光年龄小于王莽子王宇，王莽让他同天娶妻，宾客满堂。公元8年，太皇太后王政君诏：“进摄皇帝子褒新侯王安为新举公，赏都侯王临为褒新公，封王光为衍功侯。”司威陈崇奏，衍功侯王光让执金吾窦况杀人，窦况已经被收捕。王莽大怒，切责王光。王光和母亲自杀，王莽以事母、养嫂、抚兄子为名，现在以示公义。令王光子王嘉嗣爵为侯。

## 子
- 王嘉，嗣爵为衍功侯